# G30
El Grupo de los Treinta, o G30, es un think tank («tanque de ideas» o «laboratorio de ideas») con sede en Washington D. C., que agrupa a universitarios y personalidades importantes en busca de profundizar la comprensión de los problemas económicos y financieros, y examina las consecuencias de las decisiones que se toman en los sectores públicos y privados.
De forma resumida, los principales asuntos de interés del grupo son:
- El mercado de cambios y la moneda.
- El mercado internacional de capitales.
- Las instituciones financieras internacionales.
- Los bancos centrales y la supervisión de los mercados y de los servicios financieros.
- La macroeconomía, especialmente en lo referido a la producción (administración de la producción, medios de producción, modo de producción) y al mercado laboral.

Este grupo se ha preocupado especialmente por los cambios de procedimientos en cuanto a compensación y reglamentación bancaria.
Cada año, la citada estructura organiza dos reuniones principales así como diversos seminarios y simposios y promueve también grupos de trabajo y debate en temas especializados.
El Group of Thirty fue fundado en 1978 por iniciativa de la Fundación Rockefeller, institución que también proporcionó los fondos que se necesitaban.
El primer presidente de esta estructura de cooperación e intecambio fue Johan Witteveen, un exdirector del Fondo Monetario Internacional.
El Bellagio Group formado por el economista de la escuela austríaca de economía Fritz Machlup, fue el antecedente inmediato en el cual se basó el Grupo de los Treinta. tuvo lugar en 1963, oportunidad en la que se estudiaron los problemas monetarios internacionales, y especialmente los de la balanza de pagos que entonces afectaba a los Estados Unidos.